# 3-й Новомихалковский проезд
Тре́тий Новомиха́лковский прое́зд — улица на севере Москвы в районе Коптево Северного административного округа между 4-м Новомихалковским проездом и проездом Черепановых.

## Происхождение названия
Проезд возник в 1935 году и назывался 2-й Новопроектированный проезд. В 1955 году получил нынешнее название. Все четыре Новомихалковских проезда (остались только три, 2-й Новомихалковский проезд не сохранился) названы как новые по отношению к ближней Михалковской улице.

## Описание
3-й Новомихалковский проезд начинается от 4-го Новомихалковского проезда, проходит на юго-запад параллельно Большой Академической улице, затем поворачивает на северо-запад, пересекает улицу Генерала Рычагова и выходит на проезд Черепановых у станции «Лихоборы» Малого кольца Московской железной дороги.

## Примечательные здания
- № 3Ас1 — Городская поликлиника № 6. Филиал № 3 (ГП 159).